# Jorge Donn
Jorge Donn (El Palomar, 25 febbraio 1947 – Losanna, 30 novembre 1992) è stato un danzatore argentino conosciuto a livello internazionale.

## Biografia
Ha iniziato a studiare danza all'età di 4-5 anni; nel 1963 è arrivato a Bruxelles, entrando a far parte della compagnia di Maurice Béjart. Proprio la collaborazione con il grande coreografo francese, che ha creato per lui numerosi balletti, lo ha portato alla fama internazionale.
Famosa la sua interpretazione del Bolero di Ravel, che ha interpretato anche nell'omonimo film di Claude Lelouch. A partire dal 1976 è stato il direttore artistico della compagnia Ballet du XXe siècle, creata dallo stesso Bejart. Nel 1988 ha fondato una propria compagnia (Europa Ballet) rimasta, però, attiva poco tempo.
Jorge Donn era omosessuale e morì di AIDS a Losanna il 30 novembre 1992. Dopo la sua scomparsa diversi coreografi hanno creato dei pezzi dedicati alla sua memoria.